# بیلچه

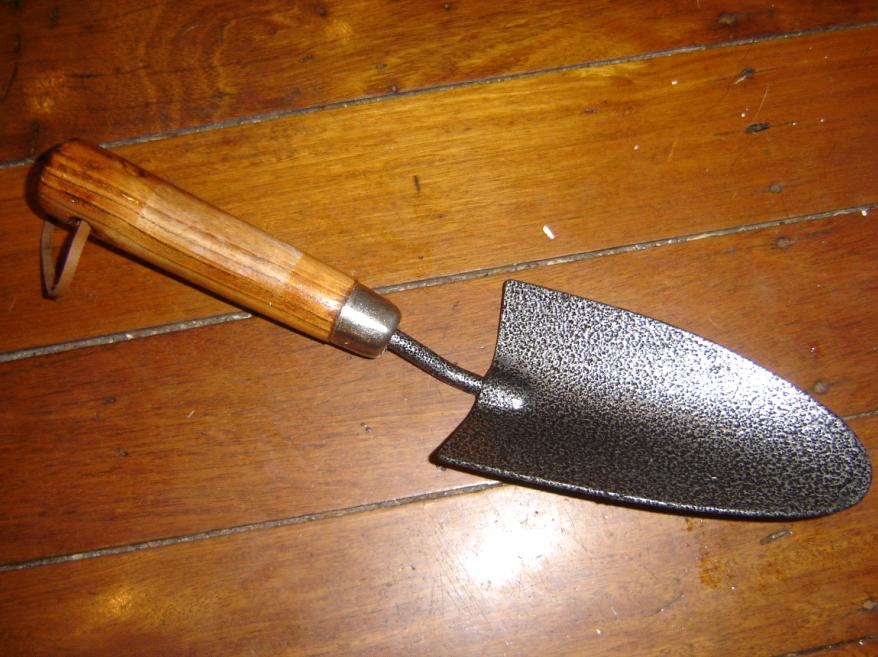
بیلچهٔ باغبانی

بیلچه (به انگلیسی: hand trowel) بیل کوچکی است که دسته‌ای کوتاه دارد. از بیلچه در باغبانی برای کندن زمین، ایجاد حفره و برداشتن خاک، وجین کردن، افزودن کود، انتقال و کاشت گل و گیاهان در خانه و مقیاسهای کوچک باغ  یا باغچه استفاده می‌کنند.